# Johan Didrik Holm
Johan Didrik Holm, född 1772 i Karlskrona, död i september 1856 i London, var en svensk frenolog. 
Holm började sin bana till sjöss och blev i början av 1800-talet befälhavare på en engelsk paketbåt i trafik på sträckan Dover–Calais. Han gifte sig rikt 1801 med en engelsk lady, och drev med början 1805 en omfattande och mycket lukrativ handelsrörelse i London. Verksamheten skapade en förmögenhet som var så pass stor att han kunde dra sig tillbaka 1817. De sista åren av sitt liv ägnade sig Holm med stor iver åt frenologi, efter att ha intresserats för detta av Johann Spurzheim som han träffade 1817. 
Holms nya intresse tog en stor del av hans förmögenhet och det mesta av hans tid i anspråk. Han skapade ett omfattande bibliotek med tonvikt på psykologi och brevväxlade med sin samtids främsta personligheter. Holm höll ett stort antal föreläsningar både i London och i landsorten vilket 1854 gav honom en hedersutmärkelse av Mesmerska hospitaldirektionen. Hans samling av byster och kranier var vid tidpunkten för hans död den största i Europa.